# Жупа Средња
Жупа Средња је насељено место у саставу општине Загвозд, Сплитско-далматинска жупанија, Република Хрватска.

## Историја
До територијалне реорганизације у Хрватској налазила се у саставу старе општине Имотски.

## Становништво
На попису становништва 2011. године, Жупа Средња је имала 3 становника.
| Број становника по пописима | Број становника по пописима | Број становника по пописима | Број становника по пописима | Број становника по пописима | Број становника по пописима | Број становника по пописима | Број становника по пописима | Број становника по пописима | Број становника по пописима | Број становника по пописима | Број становника по пописима | Број становника по пописима | Број становника по пописима | Број становника по пописима | Број становника по пописима |
| --------------------------- | --------------------------- | --------------------------- | --------------------------- | --------------------------- | --------------------------- | --------------------------- | --------------------------- | --------------------------- | --------------------------- | --------------------------- | --------------------------- | --------------------------- | --------------------------- | --------------------------- | --------------------------- |
| 1857                        | 1869                        | 1880                        | 1890                        | 1900                        | 1910                        | 1921                        | 1931                        | 1948                        | 1953                        | 1961                        | 1971                        | 1981                        | 1991                        | 2001                        | 2011                        |
| 0                           | 0                           | 0                           | 0                           | 0                           | 0                           | 0                           | 0                           | 202                         | 197                         | 187                         | 148                         | 75                          | 32                          | 9                           | 3                           |

Напомена: Исказује се од 1991. као самостално насеље настало издвајањем из насеља Жупа, где су и садржани подаци од 1857. до 1931. У 1948. такође је исказивано као самостално насеље.

### Попис1991.
На попису становништва 1991. године, насељено место Жупа Средња је имало 32 становника, следећег националног састава:
| Попис 1991.‍ | Попис 1991.‍ | Попис 1991.‍ | Попис 1991.‍ | Попис 1991.‍ |
| ----------- | ----------- | ----------- | ----------- | ----------- |
|             |             |             |             |             |
| Хрвати      | Хрвати      |             | 31          | 96,87%      |
| непознато   | непознато   |             | 1           | 3,12%       |
| укупно: 32  |             |             |             |             |